# Frankenberg (Saxe)
Pour les articles homonymes, voir Frankenberg.
Frankenberg est une ville de Saxe (Allemagne), située dans l'arrondissement de Saxe centrale, dans le district de Chemnitz. Elle est arrosée par la Zschopau.

## Municipalité
La municipalité regroupe les localités suivantes : Frankenberg, Irbersdorf-Sachsenburg (connu pour son château de Sachsenburg), Dittersbach, Langenstriegis, Altenhain et Hausdorf.

## Architecture
- Église luthérienne-évangélique Saint-Égide, XVe siècle et XVIIIe siècle
- Église catholique Saint-Antoine, XIXe siècle
- Mairie, 1863